# Rádžasthánská jaderná elektrárna
Rádžasthánská jaderná elektrárna (anglicky Rajasthan Atomic Power Station) je provozní jaderná elektrárna v Indii. Nachází se ve státě Rádžasthán, asi 65 kilometrů od města Kóta. Elektrárna provozuje 5 těžkovodních reaktorů s celkovým hrubým výkonem 1080 MW. Elektrárnu vlastní a provozuje státní společnost Nuclear Power Corporation of India.

## Historie a technické informace

### Počátky
Až do 50. let 20. století pokrýval stát Rádžasthán své potřeby elektřiny především uhelnou energií a vodní energií. Využití jaderných elektráren bylo poprvé zmíněno jako ekologičtější varianta v roce 1957. Výstavba velkých jaderných elektráren by měla rychle a jednoduše pokrýt nadcházející nárůst elektřiny. Poté, co General Electric začala stavět jadernou elektrárnu Tárapur ve státě Maháráštra, učinila Kanada v roce 1961 svou první nabídku na reaktor CANDU, jež byl identický s kanadskou jadernou elektrárnou Douglas Point pro druhou jadernou elektrárnu v zemi, která měla být postavena ve státě Rádžasthán. Na rozdíl od Tárapuru chtělo indické ministerstvo energetiky převzít návrh elektrárny a vylepšit ji s Kanaďany, aby Indie mohla v budoucnu stavět vlastní jaderné elektrárny. Projekt tak nebyl určen pro stavbu na klíč, ale ve spolupráci jako experimentální elektrárna s Kanadou.

### Blok 1 a 2
Vzhledem k tomu, že elektrárna neměla být postavena na klíč, ale měla sloužit jako nástroj k přenosu technologií pro Indii, byla samotná Kanada nasmlouvána pouze jako dozor a projektant jaderné elektrárny. Veškeré další práce související s realizací projektu a výstavbou prováděli indičtí odborníci. Cena elektrárny s jedním reaktorem se měla pohybovat kolem 320 milionů rupií. V roce 1964 se však Indická komise pro atomovou energii rozhodla zvýšit výkon jaderné elektrárny na 400 MW a postavit tak dva stejné 200 MW reaktory. Zatímco první blok měl být postaven s kanadskou pomocí, výstavba druhého bloku byla smluvně zajištěna výhradně indickými techniky a inženýry, takže Kanada poskytla pouze technickou dokumentaci. Vývoj staveniště začal v roce 1964. Ve stejném roce Kanada poskytla půjčku ve výši 36 milionů dolarů na vývoz technologie. Dne 15. července 1965 byly nality první kubíky betonu do základů. Současně pokračovalo hloubení stavební jámy pro strojovnu a čerpací stanici chladicí vody.

#### Výstavba
Vlastní výstavba prvního bloku začala 1. srpna 1965. Jde o těžkovodní kanadské reaktory CANDU-200 o hrubém výkonu 200 MW, který byl po letech provozu snížen na 100 MW. Nejdůležitější komponenty měly být odeslány z Kanady do Indie během roku 1966, včetně calandrie (reaktorové nádoby) a komponentů pro konvenční cyklus. V prvním roce výstavby však došlo ke zpoždění prací, protože Indie neuhradila Kanadě platby ve výši 9,6 až 9,7 milionů rupií a nezvýšila počet pracovních sil na staveništi. V prosinci 1966 byla uzavřena smlouva na výstavbu druhého bloku s Kanadou. Výkopová jáma byla v tomto místě již vykopána. Společnost Export Credit Insurance Corporation poskytla na tento blok dodatečný úvěr ve výši 38,5 milionu dolarů. Přestože blok měla postavit pouze Indie, kanadské společnosti se nadále podílely na dodávkách komponentů. V průběhu roku 1967 se elektrárna potýkala s problémy s financováním, protože náklady nyní dosahovaly přibližně 100 milionů rupií, což výrazně převyšovalo dříve stanovený rozpočet. Protože se elektrárna zdála důležitější než jiné projekty, jako je třetí plánovaná jaderná elektrárna Madras a lehkovodní reaktory v jaderné elektrárně Tárapur, vláda převedla úspory na plánované rozšíření Tárapuru do jaderné elektrárny Rádžasthán. Další problém nastal u prvního bloku, kdy dřevěné bednění použité k odlévání kontejnmentu začalo hořet a vážně poškodilo budovu. To zpozdilo práce o tři měsíce.
Dne 1. dubna 1968 se začal stavět druhý blok identického typu o hrubém výkonu také 200 MW. Indie nyní soustředila svůj stavební program hlavně na zařízení CANDU v Rádžastánu a Madrasu. Společně tyto projekty představovaly asi 50 % ročních vládních výdajů na jadernou energii. V roce 1971 začaly přípravy na zprovoznění prvního bloku. U druhého bloku došlo k různým zpožděním dodávek, včetně toho, že tlakové trubky měly být dodány později kvůli výrobním chybám. Kvůli dalším problémům a získávání technologických zkušeností při výstavbě prvního bloku docházelo k dalším zpožděním. Do roku 1974 byla Indie schopna vyrobit a dodat na místo všechny komponenty pro druhý blok, mimo jiné včetně kalandrie, štítů, parogenerátorů a odpadních nádrží, které měly být do bloku instalovány v roce 1974 a 1975, aby byl blok v provozu do roku 1976. Vzhledem k tomu, že samotná elektrárna se již chýlila k dokončení a zbývající komponenty mohla vyrobit Indie, nebyla výstavba tohoto bloku ovlivněna sankcemi v důsledku testu jaderných zbraní z 18. května 1974, stejně jako elektrárnu Madras a elektrárnu Narora. Pouze přibližně 20 % komponentů pochází z Francie a Kanady.
Konstrukčně byl druhý blok dokončen v roce 1976, chyběla jen těžká voda, kterou Kanada přestala posílat kvůli embargu na jadernou elektrárnu a potrubí pro pomocné systémy, které Indie sama navrhla jako vylepšení konstrukce reaktoru. Nakonec těžkou vodu dodal Sovětský svaz, konkrétně 200 tun.

#### Uvedení do provozu
První blok byl poprvé spuštěn do kritického stavu dne 11. srpna 1972. Reaktor proto byl uveden do provozu o dva roky později, než se původně plánovalo. Na rozdíl od toho, co bylo dříve plánováno, Kanada nedodala celé první jádro, ale pouze přibližně polovinu palivových článků. Dne 30. listopadu 1972 byl první blok poprvé synchronizován s elektrickou sítí a od 16. prosince 1973 vyráběl elektřinu komerčně. Druhý blok uveden do kritického stavu dne 8. října 1980, k síti byl připojen dne 1. listopadu 1980 a komerční provoz následoval 1. dubna 1981.

### Bloky 3 a 4
V roce 1983 bylo oznámeno, že po elektrárnách v Madrasu a Naroře bude v Indii postaveno dalších deset reaktorů. hrubý výkon těchto reaktorů měl být 220 MW a mělo jít také o těžkovodní reaktory. V roce 1984 bylo oznámeno, že první dva bloky budou postaveny v Rádžasthánu a další dva v elektrárně Kaiga. Reaktory měly být vyvinuty v Indii. Typ reaktoru se jmenuje IPHWR-220 a do roku 2000 se měl stát standardním návrhem pro program výstavby jaderných elektráren v Indii. Ještě v roce 1984 byly indickým společnostem zadány objednávky na výrobu prvních součástek. Ve stejném roce však byly projekty v Kaiga a Rádžasthán odloženy o sedm až osm let, aby se zlepšila standardizace konstrukce reaktoru a výroby komponent. Jedním z dalších důvodů bylo, že některé komponenty se v Indii ještě nedaly vyrábět a průmysl se musel nejprve vyvinout na dostatečnou úroveň. Vývoj umístění nových bloků začal v roce 1986. Dva nové bloky měly stát celkem 7,12 miliardy rupií.

#### Výstavba
Třetí blok se začal stavět 1. února 1990. Čtvrtý následoval 1. října 1990. Jde o těžkovodní reaktory IPHWR-220 o hrubém výkonu 220 MW a čistém výkonu, který je odesílán do sítě 202 MW. V tuto chvíli již byly některé komponenty pro reaktory na staveništi. Do roku 1996 mohly být dokončeny téměř všechny běžné stavební práce na turbíně s budovou čerpadel a reaktoru třetího bloku. Reaktorová budova ve čtvrtém bloku byla dokončena z 88 %. Dokončení jaderné elektrárny (3. a 4. blok) se údajně pohybovalo kolem 85 %. Calandria již byla instalována v obou blocích, stejně jako tlakové potrubí v bloku 3. Zároveň byla v obou blocích zahájena instalace potrubí. Turbosoustrojí bylo instalováno v bloku 3 v roce 1996. Odlévání vnitřního kontejnmentu na 3. bloku mělo začít v letech 1996 až 1997. Oba bloky měly být vybaveny klasickou mokrou chladicí věží s přirozeným tahem. Vzhledem k tomu, že půda byla v tomto prostředí pro chladicí věže vhodná pouze v omezené míře, byl vytvořen model v měřítku 1:50 pro analýzu vlivu těžkých budov na půdu. V roce 1996 byl vydán souhlas s výstavbou chladicích věží. Do roku 1997 byl dokončen vnitřní kontejnment třetího bloku a v bloku bylo instalováno zařízení reaktoru. Na budově reaktoru byl instalován hlavní uzávěr pro kontejnment a byly připojeny ventilační systémy bloku. Turbínová hala třetího bloku s turbogenerátorem mohla být kompletně instalována a testována. Celkově bylo instalováno 61 % sekundárního okruhu a byl uveden do provozu deionizační systém na výrobu demineralizované vody. Na 4. bloku byly zastaveny práce na instalaci systému primárního reaktoru a pomocného zařízení reaktoru. Zároveň byly v obou blocích zahájeny elektroinstalace, zkontrolována těsnost havarijních nádrží obou bloků a otestována funkčnost systémů nakládání s vyhořelými palivovými články. Společný velín pro oba bloky byl téměř kompletně hotov. Primární systém třetího bloku byl nainstalován z 89 % a čtvrtý blok byl nainstalován z 68 %. Nouzové dieselové generátory pro oba bloky byly plně nainstalovány a otestovány na funkčnost. V důsledku vážného nedostatku elektřiny ve svazovém státě Rádžasthán v důsledku dočasného odstavení prvního a druhého bloku jaderné elektrárny Rádžasthán lidový výbor rozhodl, že reaktory budou v budoucnu využívány k pokrytí kapacit státu Rádžasthán místo pokrytí elektřinou státu Madhjapradéš. Ve stejném roce došlo ke stávce stavebních dělníků na stavbě elektrárny kvůli nízkým mzdám. Premiér země neváhal a zvýšil je.

#### Uvedení do provozu
V roce 1987 bylo předpokládáno, že třetí blok by mohl být v provozu v roce 1994 a čtvrtý blok v roce 1995. V roce 1996 se předpokládalo, že bloky by mohly být spuštěny nejdříve v roce 1998 a 1999. Třetí blok byl poprvé připojen k síti dne 10. března 2000 a uveden do komerčního provozu 1. června 2000. Blok 4 následoval se synchronizací k síti 17. listopadu 2000 a byl uveden do komerčního provozu 23. prosince 2000.

### Bloky 5 a 6
Poté, co měly být v jaderné elektrárně Tárapur poprvé postaveny větší reaktory typu IPHWR-540, vznikly v roce 1988 plány vybavit tímto modelem pátý a šestý blok spolu se sedmým a osmým blokem elektrárny Rádžasthán. Odpovídající rozhodnutí o výstavbě těchto bloků by mělo padnout v indickém parlamentu do roku 1990. V roce 1989 byla indické vládě předložena podrobná zpráva o navrhovaném návrhu a také předběžné schválení od státu Rádžasthán. Příslušné údaje týkající se znečištění životního prostředí byly předány indickému ministerstvu životního prostředí k posouzení. Výhoda modelu byla, že tyto reaktory používají téměř stejné komponenty jako předchozí modely IPHWR-220 a jsou tedy plně kompatibilní s předchozími výrobními zařízeními. Odpovídající prohlášení o záměru pro velké komponenty již byla předložena společnostem, které mají být provedeny. V roce 1990 parlament toto rozhodnutí schválil. Kvůli zpoždění ve vývoji IPHWR-540 byla však v roce 1994 dána přednost staršímu a ověřenému IPHWR-220.

#### Výstavba
Výstavba pátého bloku byla zahájena dne 18. září 2002. Šestý následoval 20. ledna 2003. Jde o těžkovodní reaktory IPHWR-220 se stejným výkonem, jako bloky 3 a 4. Základní kámen pro dva nové reaktory položil ministr Ashok Gehlot na slavnostním ceremoniálu na staveništi 17. října 2002. Cena obou reaktorů se dohromady měla pohybovat kolem 30,72 miliardy rupií.

#### Uvedení do provozu
Podle plánů z roku 2002 měl být pátý blok uveden do provozu v srpnu 2007, šestý blok měl následovat v únoru 2008. Dne 22. prosince 2009 byl pátý blok poprvé připojen k síti a 4. února 2010 byl uveden do komerčního provozu. Šestý blok následoval 28. března 2010 a do komerčního provozu byl uveden 31. března 2010. Dne 23. června 2012 došlo v pátém bloku k incidentu, kdy dva pracovníci chtěli provádět svářečské práce na systému, který přicházel do styku s moderátorem reaktoru. Přitom však došlo ke zvýšení koncentrace tritia v příslušné oblasti a překročení roční dávky pracovníků.

### Bloky 7 a 8
Poté, co měly být v jaderné elektrárně Tárapur poprvé postaveny větší reaktory typu IPHWR-540, vznikly v roce 1988 plány na vybavení sedmého a osmého bloku společně s pátým a šestým blokem tímto modelem. Odpovídající rozhodnutí o výstavbě těchto bloků mělo padnout v indickém parlamentu do roku 1990. V roce 1989 byla indické vládě předložena podrobná zpráva o navrhovaném projektu a také předběžné schválení od státu Rádžsthán. Příslušné údaje týkající se znečištění životního prostředí byly předány indickému ministerstvu životního prostředí k posouzení. Poté, co se Indie a Sovětský svaz rozhodly postavit dva 1000 MW reaktory v jaderné elektrárně Kúdankulam, bylo plánování sedmého a osmého bloku až do odvolání zastaveno. Poté, co se parlament rozhodl postavit 5. a 6. blok s reaktory IPHWR-220, byly znovu projednávány plány na výstavbu sedmého a osmého bloku. Protože však již byl k dispozici návrh nástupce modelu IPHWR-540, kterým byl model IPHWR-700, byly plány přizpůsobeny tomuto modelu reaktoru. V září 2011 Nuclear Power Corporation of India Limited objednala parogenerátory pro dva reaktory od Larsen & Toubro, indické společnosti zabývající se těžkým vybavením. Vlastní výstavbou budov byla v květnu 2010 pověřena společnost Hindustan Construction Company. Stejná společnost již postavila dalších šest reaktorů v Rádžasthánu. Podle plánu měly být oba reaktory postaveny do 50 měsíců. V roce 2012 se hovořilo o minimální době výstavby 60 měsíců. Společnost Bharat Heavy Electricals Limited byla v dubnu 2011 pověřena výrobou turbogenerátoru, který je dosud největší svého druhu v Indii. Turbíny jsou vyráběny ve společném podniku s francouzským výrobcem turbín Alstom. Firma měla dodat i technologii řízení turbín. Dne 1. srpna 2024 bylo zahájeno zavážení přírodního oxidového paliva do sedmého bloku elektrárny po získání potřebných souhlasů od jaderného regulačního úřadu země.

#### Výstavba
Sedmý blok se začal stavět dne 18. července 2011. Osmý blok následoval dne 30. září 2011. Jedná se o těžkovodní reaktory IPHWR-700 o hrubém výkonu 700 MW a čistém výkonu 630 MW.

#### Uvedení do provozu
Podle plánů z roku 2009 by oba bloky měly být online v letech 2014 až 2015. V červnu 2011 se hovořilo o uvedení do provozu v roce 2016. Odhady z roku 2012 předpokládaly, že budou uvedeny do provozu nejdříve v roce 2017. Bloky byly však k lednu 2024 stále ve výstavbě. Sedmý blok byl připojen k síti dne 17. března 2025.

### Incidenty
Dne 2. února 1994 byl první blok odstaven, protože ze zařízení uniklo helium a tritium. Reaktor byl po dlouhých opravách a zkouškách restartován 31. března 1997.
V srpnu 1994 byl druhý blok odstaven na 3 a půl roku, protože bylo zjištěno četné prosakování potrubí s chladicím médiem. Potrubí bylo nakonec kompletně zaměněno za potrubí ze zirkonia-niobu. Po dokončení oprav se reaktor vrátil do komerčního provozu.
5. května 1998 uniklo z tepelného výměníku velké množství tritia do nádrže u elektrárny.

## Informace o reaktorech
| Reaktor      | Typ reaktoru | Výkon  | Výkon  | Zahájení výstavby | Připojení k síti | Uvedení do provozu | Uzavření    |
| Reaktor      | Typ reaktoru | Čistý  | Hrubý  | Zahájení výstavby | Připojení k síti | Uvedení do provozu | Uzavření    |
| ------------ | ------------ | ------ | ------ | ----------------- | ---------------- | ------------------ | ----------- |
| Rádžasthán-1 | CANDU-200    | 90 MW  | 100 MW | 1. 8. 1965        | 30. 11. 1972     | 16. 12. 1973       | 9. 10. 2004 |
| Rádžasthán-2 | CANDU-200    | 187 MW | 200 MW | 1. 4. 1968        | 1. 11. 1980      | 1. 4. 1981         |             |
| Rádžasthán-3 | IPHWR-220    | 202 MW | 220 MW | 1. 2. 1990        | 10. 3. 2000      | 1. 6. 2000         |             |
| Rádžasthán-4 | IPHWR-220    | 202 MW | 220 MW | 1. 10. 1990       | 17. 11. 2000     | 23. 12. 2000       |             |
| Rádžasthán-5 | IPHWR-220    | 202 MW | 220 MW | 18. 9. 2002       | 22. 12. 2009     | 4. 2. 2010         |             |
| Rádžasthán-6 | IPHWR-220    | 202 MW | 220 MW | 20. 1. 2003       | 28. 3. 2010      | 31. 3. 2010        |             |
| Rádžasthán-7 | IPHWR-700    | 630 MW | 700 MW | 18. 7. 2011       | 17. 3. 2025      | 2025               |             |
| Rádžasthán-8 | IPHWR-700    | 630 MW | 700 MW | 30. 9. 2011       | 2025             | 2025               |             |